# Charles K. Noyes
Charles K. Noyes ist ein US-amerikanischer Improvisationsmusiker (Schlagzeug, Perkussion, Electronics, auch Saxophon).
Noyes arbeitete ab Ende der 1970er und in den 1980er Jahren in der New Yorker Downtown-Szene um den Veranstaltungsort Roulette, u. a. mit John Zorn, Elliott Sharp (Larynx, 1987), Henry Kuntz und Fred Frith. 1982 erschien sein Soloalbum The World and the Raw People; 1983 gründete er  mit Henry Kaiser und Sang-Won Park das Trio Invite the Spirit. Im Bereich des Jazz und der Improvisationsmusik war er zwischen 1978 und 2008 an 44 Aufnahmesessions beteiligt. Anfang der 1990er Jahre verschwand er von der Musikszene. Mit Full Stop veröffentlichte er seine Solo-Produktion aus den Jahren 1990–1999. Noyes spielte wie David Moss sowohl auf gefundenen Objekten als auch auf traditionellen Perkussionsinstrumenten.

## Diskographische Hinweise
- Charles K. Noyes and Owen Maercks with Henry Kaiser and Greg Goodman: Free Mammals (Visible Records, 1979)
- The World and the Raw People (Zoar Records, 1982)
- Bill Laswell, Sonny Sharrock, John Zorn, Fred Frith, Derek Bailey & Charles K. Noyes: Improvised Music 1981 (MuWorks Records, 1992)
- Henry Kaiser / Charles K. Noyes / Song Won Park: Invite the Spirit 2006 (Tzadik, 2006)
- Henry Kaiser, Charles K. Noyes, Weasel Walter: Ninja Star Danger Rock (ugEXPLODE, 2011)